# Pokémon Diamond en Pearl
Pokémon Diamond en Pearl zijn twee spellen voor de Nintendo DS, die alle Pokémon van de vierde generatie bevatten (de nieuwste Pokémon op het moment dat het spel uitkwam). Het vervolg van dit spel, genaamd Pokémon Platinum, kwam uit op 22 mei 2009.

## Verhaal
Het verhaal speelt zich af in de regio Sinnoh. Zoals gewoonlijk begint de speler met het kiezen van een starter-Pokémon. Ook is er een ondergronds gangenstelsel. Meerdere spelers kunnen tegelijk tegen elkaar spelen. Het spel kan op twee manieren met meerdere spelers gespeeld worden:
1. lokaal (Onder vrienden, binnen een straal van 10-25 meter)
2. internationaal, via wifi: de Nintendo DS maakt contact met de Nintendo-wifiserver. Er kan dus met de hele wereld worden gespeeld, mits de andere spelers ook over een wifiverbinding beschikken.

Enkele van de spellen die gedaan kunnen worden zijn:
1. Naar fossielen en edelstenen (spheres) zoeken
2. Een eigen basis bouwen
3. Een soort vlaggenroof, waarbij spelers elkaar kunnen belemmeren door vallen te zetten

Er komt verder een nieuwe professor in het verhaal voor, die in de Japanse versie "Nanakamodo" heet. In de Engelse spellen zal hij professor Rowan heten.
Het doel van het spel is om Pokémonmeester te worden door de Pokémon League en de Elite 4 te verslaan, en om alle Pokémon in het spel te vangen.
In Amerika zijn de spellen op 22 april 2007 in de winkels verschenen. In Europa kwamen de spellen op 27 juli 2007 uit.
Het heeft 493 Pokémon.

## Vernieuwingen

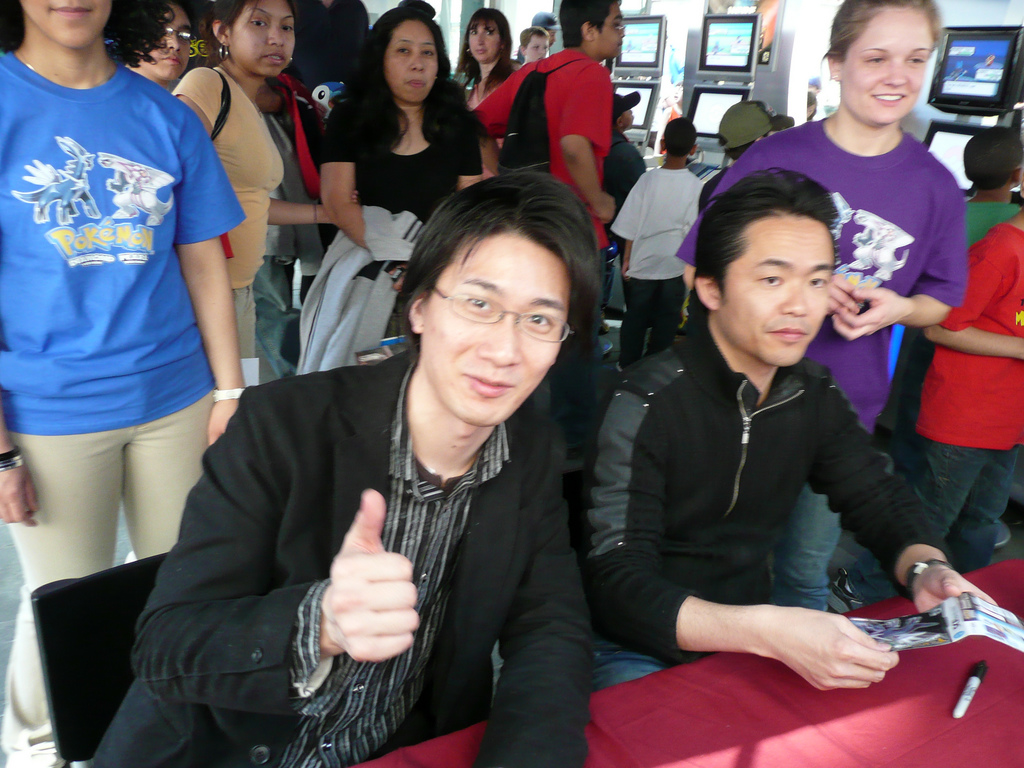
Makers van het spel

In het spel ook gebruikgemaakt van het aanraakscherm van de DS. De dag/nachtcyclus, die na Pokémon Gold & Silver niet meer is voorgekomen, is er in Diamond & Pearl weer. De cyclus bestaat hier niet alleen uit dag of nacht, maar uit de ochtend, middag en nacht.
Het ruilsysteem op de DS is ook aangepast. De DS is niet alleen grafisch sterker, maar beschikt ook over wifimogelijkheden. Met behulp van een wifihulpstuk voor de computer, of een wireless router is het mogelijk om met mensen over de gehele wereld te ruilen, chatten of vechten in een virtuele wereld. Ook zijn er verschillende mini-games te spelen met mensen waarmee de speler verbonden is. Deze mini-games vindt men terug in een andere nieuw onderdeel van de games, de Sinnoh Underground. Dit is een ondergronds gangenstelsel dat zich onder heel Sinnoh uitstrekt. In deze gangen is het mogelijk om een zogeheten geheime basis (Secret Base) te maken. Deze ruimte is volledig in te richten door de eigenaar, hoewel er in het begin wel een aantal rotsen in de weg staan die men kan weghalen door bepaalde opdrachten uit te voeren. Het is ook mogelijk om Pokémon uit spellen voor de Game Boy Advance naar Diamond en Pearl over te zetten. Nieuw is ook dat bij de Europese versie  de speler de beschrijvingen van Pokémon in andere talen kan bekijken nadat hij met Meister heeft gepraat.
Ook de Pokémon zelf zijn onderworpen aan een aantal cosmetische ingrepen. De twee geslachten kunnen verschillen van elkaar in kleur, grootte en soms lichaamsdelen. Naast veranderde Pokémon brengt deze nieuwe versie ook nieuwe Pokémon in het spel. Met 107 nieuwe Pokémon in het spel, staat het totaal van alle spellen nu op 493 Pokémon.
Naast een nieuw land is er ook in dit spel weer een nieuw Team waar de speler tegen zal moeten vechten. Zo kennen we al Team Rocket (Red, Blue, Yellow, Silver, Gold, Crystal & FireRed, LeafGreen) en Team Magma & Team Aqua (Ruby, Sapphire, Emerald). Deze keer moet de speler het opnemen tegen Team Galactic. Dit team is erop uit om met de twee cover-Pokémon Dialga en Palkia van door te gaan en ze willen deze Pokémon gebruiken voor slechte doeleinden.

## Nieuwe Pokémon
- Turtwig
- Grotle
- Torterra
- Chimchar
- Monferno
- Infernape
- Piplup
- Prinplup
- Empoleon
- Starly
- Staravia
- Staraptor
- Bidoof
- Bibarel
- Kricketot
- Kricketune
- Shinx
- Luxio
- Luxray
- Budew
- Roserade
- Cranidos
- Rampardos
- Shieldon
- Bastiodon
- Burmy
- Wormadam
- Mothim
- Combee
- Vespiquen
- Pachirisu
- Buizel
- Floatzel
- Cherubi
- Cherrim
- Shellos
- Gastrodon
- Ambipom
- Drifloon
- Driftblim
- Buneary
- Lopunny
- Mismagius
- Honchkrow
- Glameow
- Purugly
- Chinling
- Stunky
- Skuntank
- Bronzor
- Bronzong
- Bonsly
- Mime Jr
- Happiny
- Chatot
- Spiritomb
- Gible
- Gabite
- Garchomp
- Munchlax
- Riolu
- Lucario
- Hippopotas
- Hippowdon
- Skorupi
- Drapion
- Croagunk
- Toxicroak
- Carnivine
- Finneon
- Lumineon
- Mantyke
- Snover
- Abomasnow
- Weavile
- Magnezone
- Lickylicky
- Rhyperior
- Tangrowth
- Electivire
- Magmortar
- Togekiss
- Janmega
- Leafeon
- Glaceon
- Gliscor
- Mamoswine
- PorygonZ
- Gallade
- Probopass
- Dusknoir
- Froslass
- Rotom
- Uxie
- Mespirit
- Azelf
- Dialga
- Palkia
- Heatran
- Regigigas
- Giratina
- Cresselia
- Phione
- Manaphy
- Darkrai
- Shaymin
- Arceus

De Sinnoh-Pokédex telt in totaal 150 Pokémon, onder welke ook een aantal van de vorige Pokémon. De National Dex, waarin alle Pokémon worden meegeteld, telt (met de nieuwe Pokémon eraan toegevoegd) in totaal 493 Pokémon.

## Ontvangbare Pokémon
- Bulbasaur
- Ivysaur
- Venusaur
- Charmander
- Charmeleon
- Charizard
- Squirtle
- Wartortle
- Blastoise
- Tangela
- Articuno
- Zapdos
- Moltres
- Mewtwo
- Mew
- Chikorita
- Bayleef
- Meganium
- Cyndaquil
- Quilava
- Typhlosion
- Totodile
- Croconaw
- Feraligatr
- Raikou
- Entei
- Suicune
- Lugia
- Ho-oh
- Celebi
- Treecko
- Grovyle
- Sceptile
- Torchic
- Combusken
- Blaziken
- Mudkip
- Marshtomp
- Swampert
- Tropius
- Regirock
- Regice
- Registeel
- Latias
- Latios
- Kyogre
- Groudon
- Rayquaza
- Jirachi
- Deoxys

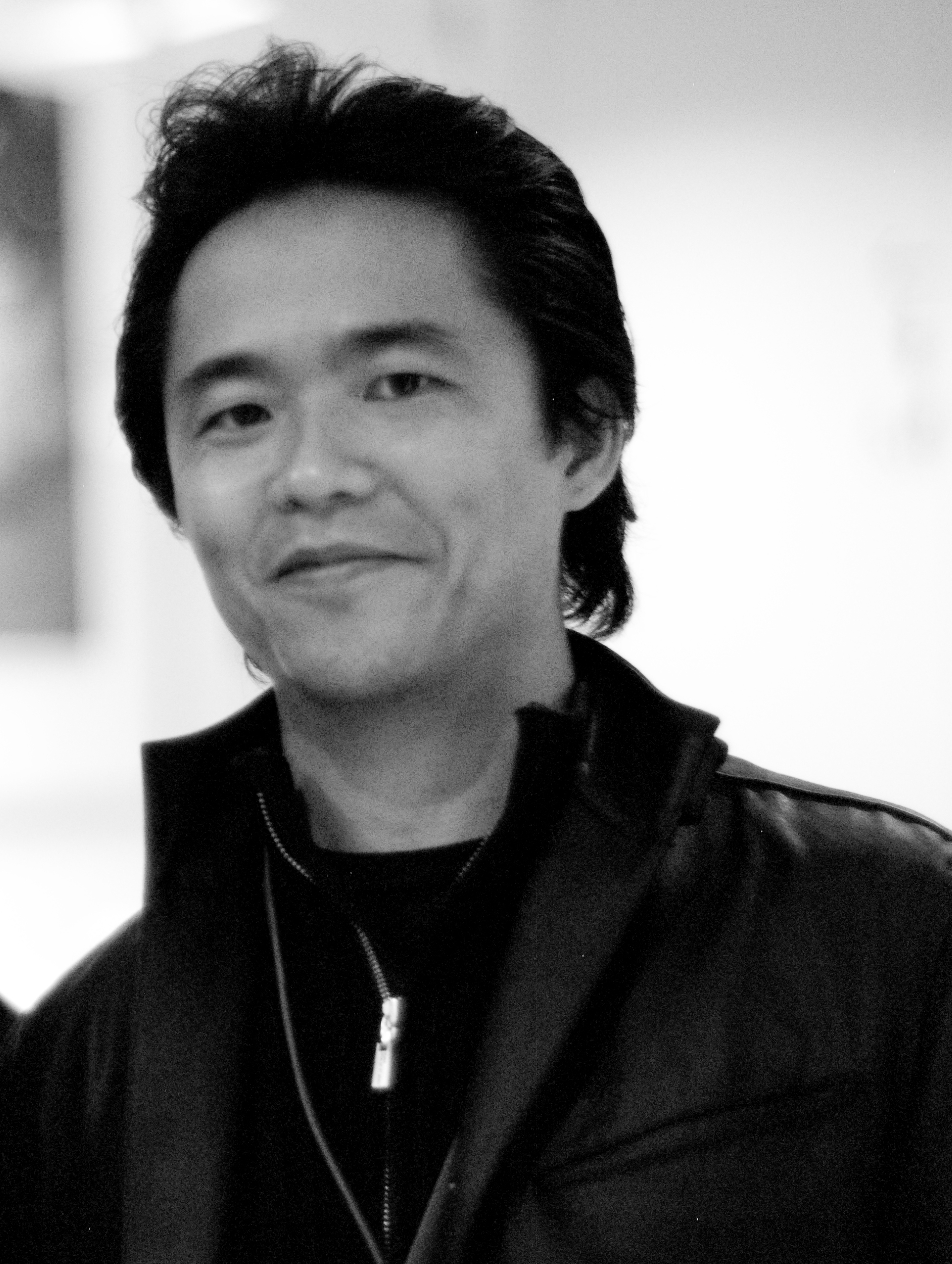
Junichi Masuda maakte de muziek in het spel

De bovenstaande 48 Pokémon zijn alleen verkrijgbaar door ze te importen uit hun GBA versies of ze te ruilen met iemand die dit heeft gedaan.
Ook zijn er een aantal Pokémon die alleen voorkomen als een bepaalde GBA versie in de DS zit.

## Verschil tussen Diamond en Pearl
In principe zijn allebei de versies hetzelfde -je speelt in dezelfde wereld en je beleeft hetzelfde avontuur- maar er is wel degelijk een subtiel verschil. In een slimme poging om een levendige ruilhandel te stimuleren heeft Nintendo aan allebei de versies twintig unieke Pokémon toegevoegd.
Dat wil zeggen dat er in Pokémon Diamond twintig Pokémon's te vangen zijn die niet in Pokémon Pearl voorkomen. En op dezelfde manier zijn er zo ook in Pokémon Pearl twintig unieke Pokémon te vangen die niet in Diamond voorkomen.
De unieke Pokémon in Diamond zijn:
- Seel
- Dewgong
- Scyther
- Murkrow
- Scizor
- Larvitar
- Pupitar
- Tyranitar
- Poochyena
- Mightyena
- Aron
- Lairon
- Aggron
- Kecleon
- Cranidos
- Rampardos
- Honchkrow
- Stunky
- Skuntank
- Dialga

De unieke Pokémon in Pearl zijn:
- Slowpoke
- Slowbro
- Pinsir
- Slaking
- Misdreavus
- Houndour
- Houndoom
- Stantler
- Spheal
- Sealeo
- Walrein
- Bagon
- Shelgon
- Salamence
- Sheildon
- Bastiodon
- Mismagius
- Glameow
- Purugly
- Palkia

Aangezien de speler in Pokémon Diamond en Pearl ook Pokémon kan ruilen via de Nintendo Wi-Fi Connection (en natuurlijk ook nog steeds rechtstreeks, via local wireless, met mensen die naast de speler staan) maakt het zelfs voor fans zonder vrienden met het spel niet meer zoveel uit welke versie ze kopen. Door te ruilen kan de speler uiteindelijk toch alle Pokémon die hij wil hebben te pakken krijgen.

## Trivia
- Het spel is opgenomen in het boek 1001 Video Games You Must Play Before You Die van Tony Mott.